# Круковский, Анатолий Станиславович
Анатолий Станиславович Круковский (20 сентября 1922 — 7 мая 2019) — заслуженный деятель науки Российской Федерации, почётный профессор Михайловской военной артиллерийской академии, доктор технических наук, генерал-майор в отставке, участник Великой Отечественной войны.

## Биография
В 1937—1940 годах проходил обучение в 7-й Ленинградской специальной артиллерийской школе, после окончания которой в 1940 году был зачислен курсантом 3-го Ленинградского артиллерийского училища.
В июле 1941 года в звании лейтенанта Круковский направлен на Юго-Западный фронт в 12-ю танковую дивизию на должность начальника разведки артиллерийского дивизиона, был ранен.
Участник Сталинградской битвы — командир батареи 122-мм гаубиц в 343-й стрелковой дивизии Сталинградского фронта, затем командир артиллерийского дивизиона 97-й гвардейской дивизии. Участник Курской битвы, за время боев на Курской дуге дивизион под командованием гвардии капитана Анатолия Круковского уничтожил 17 «Тигров», за что Круковский получил орден Красного Знамени.
В 1943 году гвардии капитан Круковский с фронта был направлен на учёбу в Артиллерийскую академию имени Ф. Э. Дзержинского. В 1943—1947 годах — курсант Артиллерийской академии имени Ф. Э. Дзержинского.
24 июня 1945 года участвовал в Параде Победы на Красной Площади.
Научно-педагогическая деятельность Анатолия Станиславовича началась в 1947 году после окончания Артиллерийской академии. В 1958 году защитил кандидатскую диссертацию, в 1966 году защитил докторскую диссертацию. С 1967 по 1983 год руководил кафедрой управления ракетными ударами и огнём артиллерии Артиллерийской академии.
В 1983 году уволен в запас. С 1983 года по 2016 год работал профессором кафедры.
Являлся автором более 150 научных трудов, из которых 66 опубликовано в печати. Результаты его многолетней научной деятельности реализованы в двух монографиях, семи учебниках, им написано единолично и в соавторстве 27 пособий для войск и слушателей Артиллерийской академии.  Под его научным руководством подготовлено 25 кандидатов и 15 докторов наук.
Скончался 7 мая 2019 года.